# (5129) Groom
(5129) Groom es un asteroide perteneciente al cinturón de asteroides, descubierto el 7 de abril de 1989 por Eleanor F. Helin desde el Observatorio del Monte Palomar, Estados Unidos.

## Designación y nombre
Designado provisionalmente como 1989 GN. Fue nombrado Groom en honor al experto en computadoras estadounidense Steven L. Groom, que desempeña su labor en el Jet Propulsion Laboratory, siendo el diseñador del Near Earth Asteroid Tracking (NEAT), el primer modelo de búsqueda de objetos cercanos a la Tierra.

## Características orbitales
Groom está situado a una distancia media del Sol de 2,379 ua, pudiendo alejarse hasta 2,583 ua y acercarse hasta 2,175 ua. Su excentricidad es 0,085 y la inclinación orbital 10,36 grados. Emplea 1340,53 días en completar una órbita alrededor del Sol.
El próximo acercamiento a la órbita terrestre se producirá el 22 de febrero de 2102.

## Características físicas
La magnitud absoluta de Groom es 12,7. Tiene 7 km de diámetro y su albedo se estima en 0,346.